# Besana in Brianza
Besana in Brianza je italská obec v provincii Monza a Brianza v oblasti Lombardie.
V roce 2012 zde žilo 15 583 obyvatel.

## Sousední obce
Briosco, Carate Brianza, Casatenovo (LC), Correzzana, Monticello Brianza (LC), Renate, Triuggio

## Vývoj počtu obyvatel
Zdroj: 